# Duden

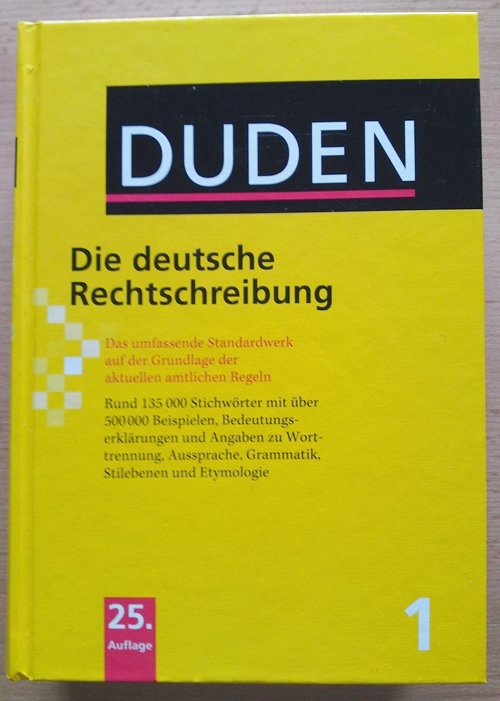
Duden 25th エディション (2009)

Duden（ドゥーデン）は、ドイツ語の辞書であり、正しいドイツ語の綴り字を決定している正書法辞典である。1880年にコンラート・ドゥーデンによって初版が刊行された。テーマごとに12分冊となっており、このうちドイツ正書法編は、2022年現在第28版まで出版されている。

## 歴史
1872年、テューリンゲン州シュライツにあるギムナジウム（中高一貫校）の校長であったコンラート・ドゥーデンによって、公式にはSchleizer Dudenで呼ばれる最初のDUDENが作られた。
1902年に連邦参議院は、公式にドイツ語スペルの標準としてドゥーデンを認定し、ドイツ語を使うオーストリア＝ハンガリー帝国とスイスも続いて正書法辞典として認定した。
その後の数十年間は、ドゥーデンはドイツ語正書法のデファクトスタンダードであり続けた。
第二次世界大戦後には、東西ドイツに分かれたもののライプツィヒとマンハイムで別々に発刊された。
1950年代の西ドイツでは、いくつかの出版社が別のスペルを含んだ辞書を出版し、ドゥーデンの「独占」に抗議するようになった。この対応として、1955年11月にドイツ州議会の文化大臣が、ドゥーデンによって記載された綴りが公式の標準であり続けることを承認した。
東ドイツでは、西側の伝統的なドゥーデンの同じものがライプツィヒで発刊された。しかし、版を重ねるごとに項目が減少し、ソ連の政治的な言い回しや農業や産業組織や慣行に起因する言葉が追加された。ドイツ語にロシア語由来の接尾語・接頭語などが付け足された形のものも多く収録されることとなった。
1991年、Einheitsduden（統一ドゥーデン）が出版され、東西で各々出版されていたドゥーデンが統一された。
1996年、Reformduden（レフォルム ドゥーデン）「正書法改革」と見出しを付けられた1巻25版が発刊され、全国的にドイツ語正書法の見直しが行われた。

## 各巻のテーマ
1. Die deutsche Rechtschreibung - 字のつづり辞典
2. Das Stilwörterbuch - スタイル辞典（語結合の辞典）
3. Das Bildwörterbuch - 絵付きの辞典
4. Die Grammatik - 文法
5. Das Fremdwörterbuch - 外来語辞典
6. Das Aussprachewörterbuch - 発音辞典
7. Das Herkunftswörterbuch - 語源辞典
8. Das Synonymwörterbuch - 類語辞典
9. Richtiges und gutes Deutsch - 正しく良いドイツ語（例文付き辞典）
10. Das Bedeutungswörterbuch - 辞典（定義的に「辞典」と言われる物）
11. Redewendungen - 修辞技法
12. Zitate und Aussprüche - 格言とことわざ